# Smrt stopařek
Smrt stopařek je český kriminální film režiséra Jindřicha Poláka natočený v roce 1979 na motivy skutečné události.

## Děj
Řidič náklaďáku (Marek Perepeczko) má agresivní sklony. Když jednou vezme dvě mladé stopařky (Jana Nagyová a Dagmar Patrasová), zaveze je do lesa, kde se je snaží znásilnit. Během pokusu však jednu z nich nechtěně zabije. Je tedy nucen odstranit i druhou jako nežádoucího svědka. Ačkoliv stopy po tomto hrůzném činu s chybami zamaskuje, jsou vyšetřovatelé případu úspěšní a po krátkém pátrání jej s přispěním okolí odhalí.

## Obsazení
| Marek Perepeczko       | Charvát [nadaboval Vilém Besser]         |
| Zdeněk Buchvaldek      | vyšetřovatel Kameník                     |
| Jana Válková           | Klímová                                  |
| Jaroslava Obermaierová | Jarošová                                 |
| Dagmar Patrasová       | Marta Vaňková                            |
| Jana Nagyová           | Eva Černá [nadabovala Naďa Konvalinková] |
| Jana Gýrová            | dr. Říhová                               |
| Lída Plachá            | Bendová                                  |
| Zdeněk Martínek        | lesník                                   |
| Karel Heřmánek         | pomocný vyšetřovatel Horáček             |
| Petr Procházka         | Míša Jaroš [nadaboval Tomáš Holý]        |

## Zajímavost
Ve verzi uvedené televizí v roce 2008 chybí scéna s odhaleným prsem, která ve verzi filmu vysílané v roce 1987 byla.[zdroj?]